# Newcastlemax
Il termine Newcastlemax identifica quelle navi le cui dimensioni permettono loro l'attracco al porto di Newcastle, Australia. In questo scalo, uno dei maggiori a livello mondiale per il trasporto del carbone, il limite è dato dalla larghezza della nave che non può essere superiore a 47 m fuori tutto.